# 臺北科學藝術園區
25°05′50″N 121°31′01″E / 25.097095°N 121.516981°E
臺北科學藝術園區位於臺灣臺北市士林區，總面積達15.55公頃，是由臺灣科教館、臺北天文科學館、兒童新樂園、美崙科學公園組成的三館一園藝術園區。透過科教館六大空間活化與改造、園區環境以及人車分流的動線改善，串連周邊數座教育場館，發揮社教機構整體的群聚效應。

## 園區範圍
| 場館                   | 圖片 | 佔地面積 | 地址                       |
| ---------------------- | ---- | -------- | -------------------------- |
| 國立臺灣科學教育館     |      | 2.77公頃 | 臺北市士林區士商路189號    |
| 臺北市立天文科學教育館 |      | 1.8公頃  | 臺北市士林區基河路363號    |
| 臺北市立兒童新樂園     |      | 5公頃    | 臺北市士林區承德路五段55號 |
| 美崙科學公園           |      | 6公頃    | 臺北市士林區美崙街152巷    |

## 縫合工程
為了使民眾在各場館之間的移動更加便利且安全，臺北市政府新工處對園區進行縫合，將原本位在美崙公園、科教館、天文科學館之間的車輛道路改建為行人徒步區，提供更便利安全的休憩活動場所。縫合工程斥資新臺幣8,677萬0,205元，其中人行徒步區採透水鋪面工法，面積達6,851平方公尺，可減少地表逕流，調節微氣候，改善步行條件，且雨水滲入底下涵養地下水，降低排水系統負荷且促進水資源永續經營。綠化面積共增加約3,650平方公尺、灌木地被面積約2,150平方公尺、草地面積約1,500平方公尺、新植喬木約100顆，預計可減少約2,115噸的二氧化碳排放量。